# اکسالیک انیدرید
اکسالیک انیدرید (به انگلیسی: Oxalic anhydride) با فرمول شیمیایی C۲O۳ یک ترکیب شیمیایی است. که جرم مولی آن ۷۲٫۰۱۹۶ g/mol می‌باشد. 